# Max Kutschmann

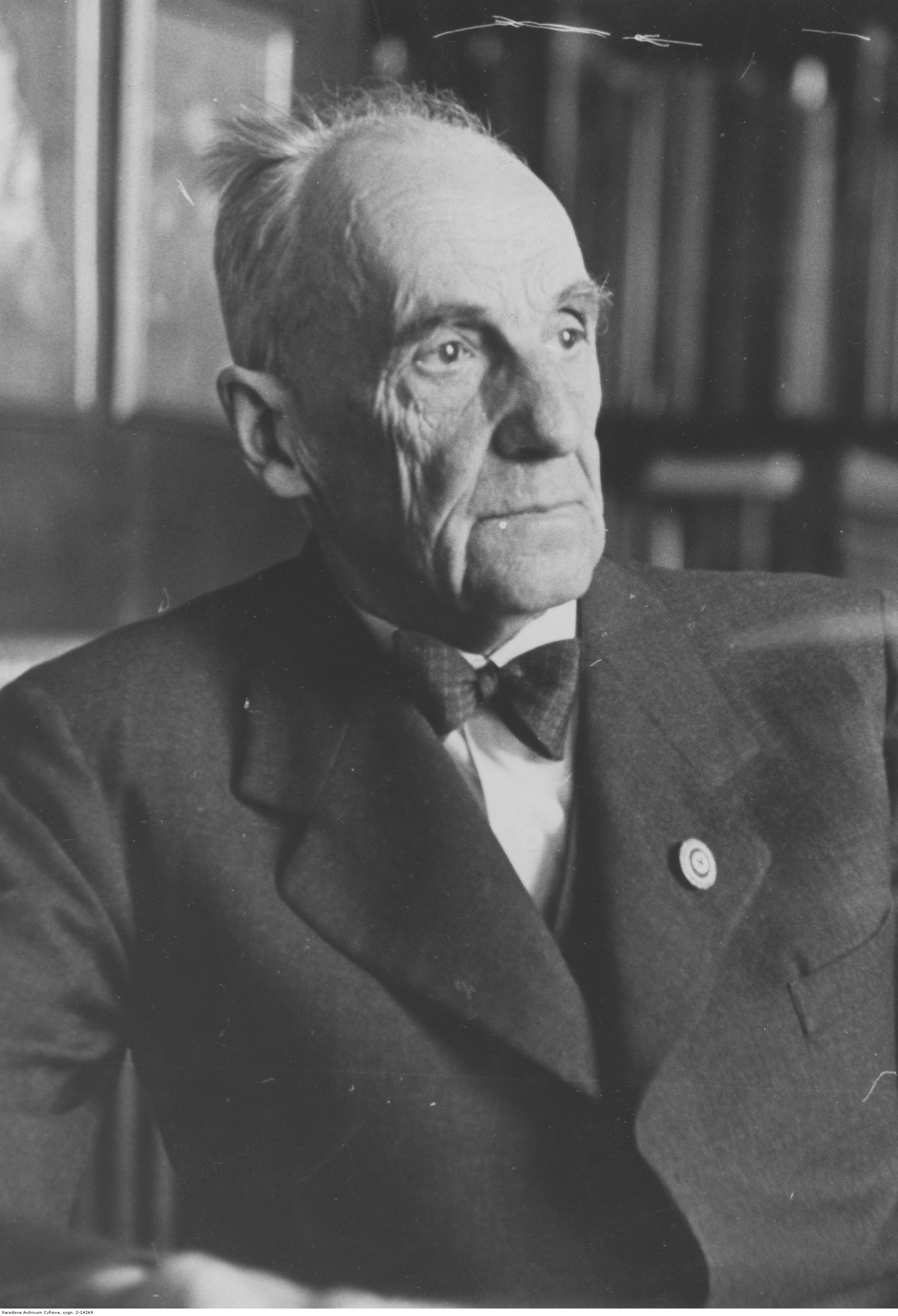
Max Kutschmann

Max Kutschmann (* 25. Mai 1871 in Neumünster; † 1. April 1943 in Berlin) war ein deutscher Kunstwissenschaftler, Dekorationsmaler, Hochschullehrer und Vorsitzender der Reichskammer der bildenden Künste sowie der erste Vorsitzende des Reichsverbands bildender Künstler.

## Leben
Max Kutschmanns Vater, Theodor Kutschmann (1843–1901), war ebenfalls ein berühmter Künstler, der zum Beispiel das Parzivalzimmer im Theater des Westens entworfen hat. Kutschmann absolvierte ein Akademiestudium und erhielt später als Professor einen Lehrauftrag an der Unterrichtsanstalt des Kunstgewerbemuseums Berlin. In der Endphase des Ersten Weltkriegs gehörte er der nationalistischen Deutschen Vaterlandspartei an.
Max Kutschmann trat zum 22. Oktober 1927 der NSDAP bei (Mitgliedsnummer 69.221). Nach der „Machtergreifung“ der Nationalsozialisten wurde er ab 10. April 1933 Direktor der Vereinigten Staatsschulen für Freie und Angewandte Kunst, die unter seiner Leitung 1939, als er sich offiziell bereits im Ruhestand befand, zur „Staatlichen Hochschule für bildende Künste in der Deutschen Reichshauptstadt“ umstrukturiert wurden. Daneben war er Fachleiter Kultur im SS-Rassen- und Siedlungshauptamt sowie Obmann für bildende Kunst im Kampfbund für deutsche Kultur. 1941 wurde ihm die Goethe-Medaille für Kunst und Wissenschaft verliehen.
Max Kutschmann war ab 1933 verantwortlich für die „Gleichschaltung“ der Künstlervereine. Unter seiner Leitung wurden mehrere Professoren entlassen und Studierende zwangsexmatrikuliert. Kutschmann war verheiratet mit Ida Martha geb. Brinckmann, der Tochter von Justus Brinckmann, einem der Gründer des Museums für Kunst und Gewerbe in Hamburg. Mit ihr hatte er fünf Kinder. Tochter Marie Luise (* 22. Juli 1910; † 2006 in Berlin).
Sein Grab befindet sich auf dem Parkfriedhof Lichterfelde.

## Werke (Auswahl)
- Gedenkstein für Gustav Krech[1]
- Wandmalereien im Posener Rathaus[1]
- Wandmalereien Altstädtischen Rathaus von Brandenburg[1]
- Altarflügel, Emporenbrüstung und Orgelprospekt der Christuskirche (Berlin-Oberschöneweide)
- Osterholzer Friedhof (Der runde Hauptraum der Kapelle wurde 1920 nach Entwürfen Max Kutschmanns ausgemalt.)
- 2 Gedenktafeln für Gefallene des Ersten Weltkrieges in der Marienkirche Beetzendorf
- Der grosse König. (10 Kupfertiefdrucke nach zeitgenöss. Kupferstichen) Kunst und Vaterland Verlagsgesellschaft, Berlin-Schöneberg 1929, OCLC 72617106.
- Der alte Fritz. Verlag Kunst und Vaterland Verlagsgesellschaft, Berlin-Schöneberg 1930, OCLC 73022009.
- Zur Frage des Kunstunterrichts. Selbstverlag, Berlin 1932.
- Das Weltall, mein Volk und ich. Verlag Deutsche Kultur-Wacht, Berlin-Schöneberg 1933, OCLC 5769075.